# هيو بونفيل
هيو بونفيل (بالإنجليزية: Hugh Bonneville)‏ ( من مواليد 10 نوفمبر 1963  م من المملكة المتحدة) هو ممثل مسرحي و أفلام.

## سيرة شخصية
ولد بونفيل في بادينجتون بلندن. كانت والدته ممرضة وأب جراح مسالك بولية .  تلقى تعليمه في مدرسة دولويتش الإعدادية لندن وفي مدرسة شيربورن  وهي مدرسة مستقلة في دورست. بعد التعليم الثانوي قرأ علم اللاهوت في كلية كوربوس كريستي ، كامبريدج  ودرس التمثيل في أكاديمية ويبر دوغلاس للفنون المسرحية في لندن.  غادر كامبريدج مع تصنيف درجة البكالوريوس البريطانية في اللاهوت وقال منذ ذلك الحين إنه يميل إلى القيام بعمل أكثر من العمل الأكاديمي.  هو أيضا من خريجي المسرح الوطني للشباب.

## وصلات خارجية
- هيو بونفيل على موقع IMDb (الإنجليزية)
- هيو بونفيل على موقع ميتاكريتيك (الإنجليزية)
- هيو بونفيل على موقع روتن توميتوز (الإنجليزية)
- هيو بونفيل على موقع قاعدة بيانات الأفلام العربية
- هيو بونفيل على موقع ألو سيني (الفرنسية)
- هيو بونفيل على موقع ميوزك برينز (الإنجليزية)
- هيو بونفيل على موقع تيرنر كلاسيك موفيز (الإنجليزية)
- هيو بونفيل على موقع أول موفي (الإنجليزية)
- هيو بونفيل على موقع قاعدة بيانات الأفلام السويدية (السويدية)
- هيو بونفيل على موقع إن إن دي بي (الإنجليزية)